# Лингшу Ђинг
Лингшу Ђинг (поједностављени кинески: 灵枢 经; традиционални кинески: 靈樞 經; пинјин: Лингсхујинг), познат и као Божански стожер, духовни стожер или Нуминозни стожер, древни је кинески медицински текст чија је најранија верзија вероватно састављена у 1. века п. н. е. на основу ранијих текстова. Оно је једно од два позната велика медицинске дела под називом Хуангди неиђинг (Медицински канон Хуангди или Медицински канон Жутог цара). Друго, капитално дело, које се чешће користи у традиционалној кинеској медицини, познато је под називом Сувен 素 問 („Основна питања“).

## Историја
Медицински канон Жутог цара или Хуанг Ди Неи Ђинг који спада у теоријску основу ТКМ, настао је у периодима Пролећа и јесени (770. год. п. н. е. – 476. год. п. н. е.) и  Зараћених држава (475. год. п. н. е. – 221. год. п. н. е.). Ово историјско раздобље које иако се одликовало политичком нестабилношћу и честим променама власти, на духовном плану, је заправо период процвата, у коме преовладава слободна размена мисли и идеја. То је утицало на настанак  „стотину школа мишљења“ или мноштва филозофских школа.
Повољана друштвена клима у Кини утицала је на то да су многи велики мислиоци путовали кроз кинеска пространства, представљајући своје идеје о организацији власти, култури, политици, књижевности, уметности и свакодневном животу. 
У том историјском периоду настаје и трактат Медицински канон Жутог цара, као капитално дело традиционалне кинсеке медицине. Сачињену у 16 томова и 162 поглавља, дело је компилација бројних до тада објављених медицинских књига, записа и студија болести.
Кључни концепт „Медицинског канона Жутог цара“ је холизам. Највећи допринос ове књиге био је да у емпиријску медицину унесе и филозофску теорија. Обезбедивши филозофску и теоретску структуру клиничкој пракси медицине, овај канон је постигао статус основног дела  (класика) традиционалне кинсеке медицине. „Мапа медицинског канона“ на алегоријски начин приказује анатомију унутрашњих органа човековог тела, проток Qи (ћи) енергије кроз унутрашње органе и доистичку унутрашњу алхемију.

## Историја текста
Ниједна верзија Лингшуа од пре 12. века није преживела. Већина научника претпоставља да је првобитни наслов Лингшуа био Џенђин (鍼 經  Класика акупунктуре или Иглани канон) или Ђиуђуан (九 卷 Nine Fascicles). Овај закључак истраживачи овог дела заснивају на следећим доказима: